# 国际脉冲星计时阵列
国际脉冲星计时阵列（英語：International Pulsar Timing Array，缩写为IPTA），也称国际脉冲星计时阵，是一个全球的联合观测团体，成员包括欧洲脉冲星计时阵列、北美纳赫兹引力波天文台和帕克斯脉冲星计时阵列。